# Tuttoqqortooq
Tuttoqqortooq (nach alter Rechtschreibung Tugtorĸortôĸ; „die mit großen Rentieren“) ist eine grönländische Insel im Distrikt Upernavik in der Avannaata Kommunia.

## Geografie
Tuttoqqortooq liegt nördlich von Qallunaat und westlich von Mernoq. Zu den Nebeninseln gehören Appalersalik (Horse Head) im Westen, Qeqertaq, Kippaku und Kippakup Qeqertaa im Norden und Takisuunnguaq und Qeqertarsuaq im Süden. Die Insel ist bergig und die höchste Erhebung ist ein unbenannter Berg mit einer Höhe von 587 Metern im zentralwestlichen Teil der Insel.